# Themira endoi
Themira endoi är en tvåvingeart som beskrevs av Iwasa 2003. Themira endoi ingår i släktet Themira och familjen svängflugor.
Artens utbredningsområde är Nepal. Inga underarter finns listade i Catalogue of Life.